# Hjältanstorp
Hjältanstorp är en by i Torps socken, Ånge kommun, Medelpad. Närmaste tätorter är Torpshammar på 18 kilometers avstånd i nordlig riktning, Stöde på 27 kilometers avstånd åt nordöst, samt Fränsta på 28 kilometers avstånd åt nordväst. Kommunens huvudort Ånge återfinnes på 59 kilometers avstånd, och Sundsvall på 68 kilometers avstånd.
På somrarna inbjuder Filadelfiaförsamlingen Ulvsjön-Hjältanstorp (pingströrelsen) till logmöten på orten.

## Historia
Från sekelskiftet 1500-1600 och framåt ägde en inflyttning av s.k. svedjefinnar rum i Torps socken. Hjältanstorp var en finnby inom Östra finnmarken i Torp.

## Folklivsforskning från orten
Folklivsforskaren och folkskolläraren Levi Johansson gjorde anteckningar om folkminnen och folktron i bland annat Hjältanstorp. Här följer några av hans anteckningar från åren 1907-1908, som finns på länsmuseet
"Vid kreaturslösningen på våren ha de gammalt brukat ha en hop fuffens för sig här i byn. De har satt liar, yxor och annat stål över och under dörren, korsat djuren med stål och låtit dem gå över eld, detta för de under sommaren ej skulle skadas av onda människors tankar och trolldom eller bli tagna av rå och jordbyggare."
"Magnus Tunström påstod på rama allvaret, att man kunde göra vilken flicka (eller pojke) efter sig genom att ha grodfot och obemärkt krafsa den på kläderna med"
"Om man kan komma under det träd, i vilket göken sitter och gal, skall man få, vad man än önskar sig, ha de gamla trott."
"Mot dålig matsmältning har man sedan gammalt brukat begagna blåbärs- och lingonblad. De tagas, innan bären mognat, torkas och kokas. Denna lag (avkok) drickes i st. f. kaffe."
"Strax norr om älven, i Bode by, bodde en gumma, som hette Stina Nilsson. Hon ljöt bråddöden, i det stegen föll ned från byggningen och slog ihjäl henne. Hon hade väl något fördolt, som hon ville ha oppenbarat, för hon gick igen. Ingen i gården såg henne, men de hörde, huru hon bultade på dörrarna om nätterna. De var rädda och vågade ej träffa henne. Så fick Ol Johansson i Klöstra höra talas därom, och han sade, att han ville träffa henne. Han skulle tala med henne, han. Joo, giss på! En dag träffade han henne långt från hennes hem. Hon bar på en kaffebricka. Han talade aldrig om, vad hon sagt honom, men efter den dagen blev det ro i gården."